# Pontcarré
Pontcarré település Franciaországban, Seine-et-Marne megyében. Lakosainak száma 2149 fő (2022. január 1.). Pontcarré Bussy-Saint-Georges, Collégien, Croissy-Beaubourg, Favières, Ferrières-en-Brie, Gretz-Armainvilliers, Ozoir-la-Ferrière és Roissy-en-Brie községekkel határos.

## Népesség
A település népességének változása:
| Lakosok száma | 2067 | 2140 | 2239 | 2251 | 2219 | 2186 | 2154 | 2156 | 2149 |
|               | 2013 | 2015 | 2016 | 2017 | 2018 | 2019 | 2020 | 2021 | 2022 |